# Хелене Јункер
Хелене Лени Јункер (Касел, 8. децембар 1905 — Вилхелмсхафен, 9. фебруар 1997) била је немачка атлетичарка, чија је специјалност била трка на 100 метара.

## Биографија
Хелене Јункер је 13. септембра 1925. први пут оборила светски и европски рекорд у трци на 100 метара у Висбадену, а још два пута 1926 и 1931 је изједначавала постојеће светске рекорде. Међутим сви ти резултати нису ратификовани од старане ИААФ, па самим тим рекорди нису признати. У немачком првенству у атлетици освојила је бронзану медаљу на 100 метара 1928. а златну медаљу 1931, док је 1923 освојила сребрну медаљу у скоку увис.
Била је члан немачке делегације на Олимпијским играма 1928. у Амстердаму, када су жене први пут учествовале у атлетским такмичењима на олимпијским играма. Такмичила се у дисциплинама трчања на 100 м и штафети 4 х 100 метара. У предтакмичењу трке на 100 метара изједначила је олимпијски рекорд са 12,8, али је у полуфиналу подбацила и није успела да се пласира у финале. Штафета у саставу Роза Келнер, Лени Шмит, Ани Холдман и Хелена Јункер освојила је бронзану медаљу (49,0) иза победничке штафете Канаде која је резултатом 48,4 поставила су светски и олимпијски рекорд и другопласиране штафете САД (48,8). 